# Jan H. Spaas
Jan H. Spaas (Bilzen, 6 januari 1986) is een Belgische dierenarts, ondernemer en onderzoeker in de diergeneeskunde.

## Jonge jaren en opleiding
Spaas volgde zijn middelbare school aan het Biotechnicum Bocholt en het Sint-Augustinus Instituut Bree. Hij behaalde een bachelordiploma Diergeneeskunde aan de Universiteit Gent in 2007, gevolgd door een masterdiploma in 2010. In 2013 rondde hij zijn PhD in diergeneeskunde af aan de Universiteit Gent.

## Carrière
In 2012 richtte Spaas samen met zijn vrouw, dierenarts Sarah Broeckx, Global Stem Cell Technology (GST) op. GST richtte zich op de ontwikkeling van regeneratieve therapieën voor musculoskeletale aandoeningen bij dieren. Spaas richtte in 2013 ook Pell Cell Medicals op, dat gespecialiseerd was in stamcelbehandelingen voor huidwonden bij zoogdieren.
In 2020 werden GST en Pell Cell Medicals overgenomen door Boehringer Ingelheim. Hij haalde € 9,4 miljoen op voor stamcelonderzoek, bouwde een GMP-productiefaciliteit en verkreeg EU-marktautorisatie voor twee door zijn team ontwikkelde geneesmiddelen.
In 2020 werd Spaas door het financieel-economische tijdschrift Trends erkend als een van de top 30 van ondernemers onder de 30 jaar en benoemd tot Visiting Professor aan de Faculteit Diergeneeskunde van de Universiteit Gent.
In 2018 richtte Spaas samen met dierenarts Marc Suls paardenkliniek Via Nova op.
In 2022 werd Spaas benoemd tot Director of Global Innovation Development bij Boehringer Ingelheim in Athens, Georgia, en later tot Global Head of Research voor Boehringer Ingelheim Animal Health in Duitsland in 2023.
In 2024 keerde Spaas terug naar België, waar hij voorzitter van de raad van bestuur werd van Animab, een veterinair biotechnologisch bedrijf, en bestuurslid van Intibio en Ventribio. Hij is ook managing director van Berkenbroek NV en Virtus Bonarum Cellarum BV.